# آخرین شب (مجموعه تلویزیونی)
آخرین شب یک مجموعه تلویزیونی محصول سال ۱۳۸۷ به کارگردانی حسین حیدری،  و تهیه‌کنندگی حسام‌الدین صبوری می‌باشد که از شبکه پخش شد. این مجموعه در ۱۳ قسمت ۴۰ دقیقه‌ای تهیه شد.
وقایع سریال آخرین شب در دوران قبل از پیروزی انقلاب می‌گذرد و شخصیت اصلی آن، استوار عنایت سلحشور است که اکنون از خدمت معلق شده‌است. فردی به نام عزت به او پناه می‌آورد که پسر رئیس شهربانی را در یک درگیری مصدوم کرده‌است. سروان امجد رئیس کلانتری بخش به دنبال دستگیری عزت است. او که متوجه شده عزت توسط استوار سلحشور مخفی شده‌است سعی می‌کند به ترفندی خود را به استوار نزدیک کند و با وعده و وعید تلاش‌کند که عزت را به چنگ آورد. از سوی دیگر پسر استوار سلحشور توسط سروان امجد دستگیر شده و او قصد دارد با طعمه قرار دادن پسر استوار، عزت را از مخفیگاهش بیرون بکشد.

## بازیگران
- مجتبی اکبرپور
- ثریا شیرزادی
- ماهرخ یخچالیان
- فرهاد لاری
- امجد کرمخانی
- بیژن مرادی
- سارا مرادی
- جواد قاسمی
- کاوه محمدی